# Neuro-Enhancement
Unter Neuro-Enhancement bzw. Neuroenhancement (kurz NE, umgangssprachlich oft auch unpräzise als Hirndoping bezeichnet) versteht man den Einsatz sämtlicher medizinischer Maßnahmen (pharmakologische, neurotechnologische, chirurgische), die zum Zweck der Verbesserung der sensorischen, motorischen und kognitiven Fähigkeiten oder der psychischen Befindlichkeiten von gesunden Personen eingesetzt werden. Als interdisziplinäres Forschungsfeld umfassen seine empirischen Untersuchungen insbesondere die Disziplinen Medizin, Pharmazie, Neurologie und Psychologie.

## Allgemeines

### Begriff und Einordnung
Der Begriff Neuro-Enhancement (kurz NE, in der deutschsprachigen Fachliteratur oft auch Neuroenhancement geschrieben) setzt sich aus dem Präfix Neuro („auf Nervenzellen bezogen“) sowie dem englischen Wort Enhancement (deutsch: Steigerung, Erweiterung) zusammen. Ein Enhancement bezeichnet zumeist biomedizinische Verfahren, die grundsätzlich nicht zur Wiederherstellung eines Gesundheitszustandes dienen, sondern für eine gezielte Verbesserung von Eigenschaften und Fähigkeiten gesunder Personen eingesetzt werden. Verfahren zum Zweck des Enhancements sind daher von der Therapie abzugrenzen. Das Neuro-Enhancement strebt konkret eine Verbesserung der Gehirnfunktionen bei gesunden Personen an. Zusammen mit dem Körper-Enhancement und dem genetischen Enhancement wird das Neuro-Enhancement der thematisch breiteren Enhancement-Debatte zugeordnet. Aus wissenschaftlicher Perspektive umfasst das Neuro-Enhancement ein vielschichtiges und interdisziplinäres Forschungsfeld, dessen empirische Untersuchungen die Disziplinen Medizin, Pharmazie, Neurologie und Psychologie umfassen.

### Definitionen
Bei der Beschreibung des Phänomens „Neuroenhancement“ wird grundsätzlich zwischen engeren und breiteren Definitionen unterschieden. Erstere wird z. B. von der Soziologin Greta Wagner (2017) vertreten, die unter NE die „nichtmedizinische Einnahme von verschreibungspflichtigen Medikamenten mit dem Ziel der kognitiven Leistungssteigerung“ versteht. In ähnlicher Weise ordnet auch Sophia Gesing (2020) nur die „Einnahme psychoaktiver Substanzen in Form von verschreibungspflichtigen Medikamenten“ den Mitteln des Neuro-Enhancements zu. Für Klaus Lieb (2010) wiederum fallen ausschließlich jene Verbesserungen von Hirnfunktionen unter Neuro-Enhancement, die mit Hilfe von Neurotechnologien erreicht werden. Die Einnahme von Substanzen zur Optimierung der Gehirnleistung ordnet Lieb hingegen dem Hirndoping zu. Dieses definiert Lieb wie folgt:
„Unter Hirndoping versteht man den Versuch gesunder Menschen, die Leistungsfähigkeit des Gehirns durch die Einnahme von verschreibungspflichtigen Medikamenten zu verbessern. Dabei ist die Einnahme nicht medizinisch indiziert, die Substanzen wurden nicht ärztlich verordnet und der Konsum erfolgt nicht aus Genussgründen. Als Hirndoping bezeichnet man daher auch nicht den Konsum von Koffein oder pflanzlichen Produkten wie Extrakten des Baumes Ginkgo biloba, die auch zur Leistungssteigerung eingenommen werden, aber frei verkäuflich sind.“
Der Begriff Hirndoping ist in der Öffentlichkeit weit verbreitet und wird oft synonym zu NE benutzt. Allerdings wird er in wissenschaftlichen Artikeln grundsätzlich nicht verwendet, da er als zu umgangssprachlich betrachtet wird. In der Forschung gilt Neuro-Enhancement (bzw. Neuroenhancement) als der wissenschaftlich korrekte Begriff, bzw. setzt sich für die als Hirndoping bezeichnete Form des Substanzenkonsums in neueren Studien zunehmend der Begriff pharmakologisches Neuroenhancement durch. Das pharmakologische NE berücksichtigt zusätzlich den Aspekt der Verbesserung des psychischen Wohlbefindens, der mit pharmakologischen Mitteln erreicht werden kann. Gegebenenfalls wird das Hirndoping auch als Teilmenge des pharmakologischen NEs behandelt, wo er in Analogie zum Doping im Sport quasi dessen illegale „dunkle Seite“ darstellt.
Nach breiter gefassten Definitionen, welche beispielsweise von Ronja Schütz et al. (2016) und Dagmar Fenner (2019) vertreten werden, kann man Neuro-Enhancement verstehen als „den Einsatz sämtlicher medizinischer Maßnahmen, die zum Zweck der Verbesserung der sensorischen, motorischen und kognitiven Fähigkeiten oder der psychischen Befindlichkeiten gesunder Personen auf deren zentrales Nervensystem oder neuronales Netz einwirken“. Auch Elisabeth Hildt (2012) zählt „alle Möglichkeiten“, inklusive pharmakologischer, neurotechnologischer und chirurgischer Eingriffe, zum NE dazu. Für Rey Francis Hernandez (2018) umfasst Neuro-Enhancement „grundsätzlich alles, was Neuronen und die das neuronale Netzwerk durchdringenden Neurotransmitter zu dem Zweck optimiert, um kognitive, emotionale und motivierende Funktionen, die mit diesen assoziiert werden, zu verbessern“. In diesem Sinne werden auch relativ neue Anwendungen der modernen Neurologie, wie etwa Neuroimplantate, Brain-Computer-Interfaces oder Transkranielle Magnetstimulation zum Neuro-Enhancement gezählt.

## Ursachen und Ursprünge
Als Hauptauslöser für das Neuro-Enhancement gelten die sich rapide verändernden Verhältnisse der modernen Arbeitswelt, in deren Rahmen die Bedeutung von Muskelkraft stetig ab- und jene von Gehirnfunktionen zunimmt. Da im Mittelalter der überwiegende Teil der Bevölkerung in der Landwirtschaft (Primärsektor) tätig war, erwiesen sich der für harte körperliche Arbeit entscheidende Muskel- und Skelettapparat als ausschlaggebend für das (Über-)Leben der Menschen. Insofern kam dem Neuro-Enhancement im Mittelalter keinerlei Stellenwert zu, da es einerseits an den Mitteln dazu mangelte, und andererseits die geistige Leistungsfähigkeit eine deutlich untergeordnete Rolle gegenüber der körperlichen Leistungsfähigkeit einnahm. Erst ab dem 18. Jahrhundert erfuhr die geistige Leistungsfähigkeit eine gewisse Aufwertung, da infolge der Innovationen von landwirtschaftlicher und industrieller Revolution (Sekundärsektor) die Notwendigkeit für Menschen zunahm, sich an größere Veränderungen bei den Arbeitsverhältnissen anzupassen. Traditionelles, von Generation zu Generation überliefertes Wissen musste ergänzt oder teilweise sogar ersetzt werden durch die Aneignung neuer Kenntnisse. Eine erstmalige Neuerung stellte dabei die Möglichkeit der willkürlichen Beschleunigung der Produktionsgeschwindigkeit dar: War diese in der Landwirtschaft zuvor von den Jahreszeiten bestimmt wurden, gaben spätestens seit dem großen Industrialisierungsschub Unternehmer das Produktionstempo vor, dass bei der Fließbandfertigung und Schichtarbeit erfüllt werden sollte.
Noch bedeutender wurde die geistige Leistungsfähigkeit mit dem erstarkenden Dienstleistungssektor (Tertiärsektor) und dem Informationssektor (Quartärsektor) in der zweiten Hälfte des 20. Jahrhunderts. Zwar bleibt auch hier der Einzelne auf seine körperliche Leistungsfähigkeit angewiesen, deren Bedeutung wurde jedoch immer weiter von der geistigen Leistungsfähigkeit zurückgedrängt. Als entscheidender Erfolgsfaktor steht hingegen in modernen Gesellschaften die lebenslange Aneignung und der passende Einsatz von Wissen im Vordergrund. Die geistige Leistungsfähigkeit wird zusätzlich gefordert durch die an allen Arbeitsplätzen fortschreitenden Entwicklungen der Technisierung und Globalisierung. Diese erfordern einerseits die korrekte Bedienung von Computern und Maschinen zur Lösung immer komplexer werdender Aufgaben. Andererseits steigt die Notwendigkeit, sich durch die Aneignung von Fremdsprachen flexibel an einen immer internationaler werdenden Arbeitsmarkt anzupassen. Schließlich wird auch die zunehmend schwerer werdende Abgrenzung zwischen Arbeits- und Privatleben angeführt.

## Methoden und Formen
Das Neuro-Enhancement kann je nach Zielsetzung und der zu diesem Zweck verwendeten Mittel in verschiedene Unterkategorien gegliedert werden. Auf Ebene der angewendeten Methoden werden unterschieden:
1. das pharmakologische Enhancement, bei dem insbesondere Medikamente eingenommen werden, die für die Therapie von Krankheiten entwickelt wurden und die in die chemische Informationsübertragung des zentralen Nervensystems eingreifen.
2. das neurophysiologische (auch neurobionische) Enhancement, das nichtinvasive und invasive technische Verfahren umfasst, die über elektrische Strömungen oder Impulse die Verarbeitungsprozesse im Gehirn beeinflussen.[20]

Im Hinblick auf die Zielsetzungen des Neuro-Enhancements werden folgende Formen untersucht:
1. emotionales Enhancement, welches auf eine Anhebung der Stimmung auf der Ebene des Erlebens und Verhaltens zielt,
2. kognitives Enhancement, bei dem eine Steigerung der geistigen (kognitiven) Leistungsfähigkeit auf der Ebene des Erlebens und Erinnerns angestrebt wird,
3. moralisches Enhancement, das Menschen moralisch besser machen soll,
4. sensorisches Enhancement zur Verbesserung der Sinneswahrnehmung und
5. motorisches Enhancement, welches eine Steigerung der Beweglichkeit vorhandener Gliedmaßen oder die Ausstattung mit zusätzlichen Körperteilen beabsichtigt.[21]

Diejenigen Formen des Neuro-Enhancements, die in Wissenschaft und Gesellschaft bisher am meisten diskutiert wurden, sind dabei das emotionale, das kognitive und das moralische Enhancement.

### Pharmakologische Methoden
Nach Diana Moesgen und Michael Klein (2015) bezeichnet pharmakologisches Neuroenhancement den Versuch gesunder Menschen, die Leistungsfähigkeit des Gehirns und/oder ihr psychisches Wohlbefinden durch die Einnahme von Medikamenten oder illegalen Stimulanzien zu verbessern. Dabei ist die Einnahme medizinisch nicht notwendig, die Substanzen wurden nicht ärztlich verordnet und der Konsum erfolgt nicht aus Genussgründen. Der Konsum von legalen und frei verkäuflichen Präparaten wird dabei nicht dem Neuro-Enhancement zugerechnet.
Zu den typischen NE-Präparaten gehören vorrangig verschreibungspflichtige Psychostimulanzien wie z. B. Methylphenidat (MHP) oder Dextro-Amphetamin (D-AMPH), die für die Behandlung von ADHS bei Kindern und Erwachsenen zugelassen sind. Auch das gegen Narkolepsie eingesetzte stimulierende Mittel Modafinil findet bei NE Anwendung. Neben diesen Psychostimulanzien sind auch Antidepressiva (darunter insbesondere die neueren SSRI-Mittel) und Antidementiva als Mittel des Neuro-Enhancements zu berücksichtigen.
| Psychostimulanzien (Psychoanaleptika) | Methylphenidat                                | Ritalin, Concerta, Equasym, Medikinet, Methylphenidat TAD, Methylphenidat Hexal | ADHS | Steigerung der geistigen Wachheit, Aufmerksamkeit, Konzentration                                                                     |
| Psychostimulanzien (Psychoanaleptika) | (Lis-)Dextro-(D-)amphetamin, Amphetamin-Salze | Dexedrine (nur USA), Adderall (nur USA), Attentin, Elvanse                      | ADHS, Narkolepsie | Steigerung der geistigen Wachheit, Aufmerksamkeit, Konzentration                                                                     |
| Psychostimulanzien (Psychoanaleptika) | Atomoxetin                                    | Strattera                                                                       | ADHS | Steigerung der geistigen Wachheit, Aufmerksamkeit, Konzentration                                                                     |
| Psychostimulanzien (Psychoanaleptika) | Modafinil                                     | Vigil, Modasomil                                                                | ADHS, Narkolepsie | Steigerung der geistigen Wachheit, Aufmerksamkeit, Konzentration                                                                     |
| Psychostimulanzien (Psychoanaleptika) | N-Methylamphetamin                            | Desoxyn (nur in den USA erhältlich)                                             | ADHS, Narkolepsie, Adipositas                                                                                          | Steigerung der geistigen Wachheit, Aufmerksamkeit, Konzentration                                                                     |
| Antidepressiva (vor allem SSRI)       | Paroxetin                                     | Verschiedene                                                                    | Episoden einer Major Depression, Zwangsstörung, Panikstörung, soziale Angststörung, Posttraumatische Belastungsstörung | Verbesserung des psychischen Wohlbefindens                                                                                           |
| Antidepressiva (vor allem SSRI)       | Fluoxetin                                     | Verschiedene                                                                    | Episoden einer Major Depression, Zwangsstörung, Bulimie                                                                | Verbesserung des psychischen Wohlbefindens                                                                                           |
| Antidepressiva (vor allem SSRI)       | Fluvoxamin                                    | Verschiedene                                                                    | Episoden einer Major Depression, Zwangsstörung                                                                         | Verbesserung des psychischen Wohlbefindens                                                                                           |
| Antidepressiva (vor allem SSRI)       | Sertralin                                     | Verschiedene                                                                    | Episoden einer Major Depression, Zwangsstörung, Panikstörung, soziale Angststörung, Posttraumatische Belastungsstörung | Verbesserung des psychischen Wohlbefindens                                                                                           |
| Antidepressiva (vor allem SSRI)       | Citalopram                                    | Verschiedene                                                                    | Episoden einer Major Depression, Panikstörung                                                                          | Verbesserung des psychischen Wohlbefindens                                                                                           |
| Antidepressiva (vor allem SSRI)       | Escitalopram                                  | Cipralex                                                                        | Episoden einer Major Depression, Zwangsstörung, Panikstörung, soziale oder generalisierte Angststörung                 | Verbesserung des psychischen Wohlbefindens                                                                                           |
| Antidementiva                         | Donepezil                                     | Aricept                                                                         | Leichte bis mittelschwere Alzheimer-Demenz                                                                             | Steigerung der Gedächtnisleistung und der Lernfähigkeit                                                                              |
| Antidementiva                         | Rivastigmin                                   | Exelon                                                                          | Leichte bis mittelschwere Alzheimer-Demenz, leichte bis mittelschwere Parkinson-Demenz                                 | Steigerung der Gedächtnisleistung und der Lernfähigkeit                                                                              |
| Antidementiva                         | Galantamin                                    | Reminyl                                                                         | Leichte bis mittelschwere Alzheimer-Demenz                                                                             | Steigerung der Gedächtnisleistung und der Lernfähigkeit                                                                              |
| Antidementiva                         | Memantin                                      | Axura, Ebixa                                                                    | Mittelschwere bis schwere Alzheimer-Demenz                                                                             | Steigerung der Gedächtnisleistung und der Lernfähigkeit                                                                              |
| Antidementiva                         | Piracetam                                     | Nootrop                                                                         | Chronisch hirnorganisch bedingte Leistungsstörung bei Demenz-Syndromen                                                 | Steigerung der Gedächtnisleistung und der Lernfähigkeit                                                                              |
| Antidementiva                         | Dihydroergotoxin                              | Hydergin                                                                        | Demenz-Erkrankungen und andere Hirnleistungsstörungen im Alter                                                         | Steigerung der Gedächtnisleistung und der Lernfähigkeit                                                                              |
| Betablocker                           | Metoprolol                                    | Beloc, Jeprolol                                                                 | Hypotonie, Herzinsuffizienz, Koronare Herzkrankheit, Migräneprophylaxe, Angststörungen (Off-Label)                     | Verdrängung, Überwindung traumatischer Ereignisse, Entspannung                                                                       |
| Betablocker                           | Propranolol                                   | Dociton Obsidan                                                                 | Hypotonie, Herzinsuffizienz, Koronare Herzkrankheit, Migräneprophylaxe, Angststörungen (Off-Label)                     | Verdrängung, Überwindung traumatischer Ereignisse, Entspannung                                                                       |
| Illegal gehandelte Stimulanzien       | MDMA/Ecstasy/Molly                            | Nicht zutreffend                                                                | Nicht zutreffend | Erhöhtes Energiegefühl, Euphorie, emotionale Wärme und Empathie gegenüber Anderen, starke sexuelle Erregung                          |
| Illegal gehandelte Stimulanzien       | Speed/Pep                                     | Nicht zutreffend                                                                | Nicht zutreffend | Gefühle entspannter Aufmerksamkeit und Stärke, gesteigertes Selbstvertrauen, verbesserte körperliche und geistige Leistungsfähigkeit |
| Illegal gehandelte Stimulanzien       | Kokain                                        | Nicht zutreffend                                                                | Nicht zutreffend | Gefühle entspannter Aufmerksamkeit und Stärke, gesteigertes Selbstvertrauen, verbesserte körperliche und geistige Leistungsfähigkeit |
| Illegal gehandelte Stimulanzien       | Crystal(Meth)                                 | Nicht zutreffend                                                                | Nicht zutreffend | Steigerung der Leistungs- und Konzentrationsfähigkeit und Ausdauer, Dämpfung von Angstgefühlen, Verringerung des Schlafbedürfnisses  |

### Neurophysiologische (neurobionische) Methoden

#### Neurofeedback / Gehirn-Computer-Schnittstellen
Die Möglichkeit einer willentlichen Kontrolle von bestimmten neuronalen Aktivitäten des menschlichen Gehirns ist seit den 1960er Jahren bekannt. Zu diesem Zweck ist es erforderlich, eine Rückmeldung in Echtzeit (englisch: Feedback) über die entsprechende Gehirnaktivität zu erhalten. Im Zusammenhang mit der Rückmeldung von neuronaler Aktivität ist daher von Neurofeedback die Rede. Sämtliche Arten von Neurofeedback folgen stets dem gleichen Schema: Die elektrischen Impulse des Gehirnes werden über das Elektroenzephalogramm (EEG) gemessen, die benötigten Gehirnsignale daraus herausgefiltert und in Echtzeit zurückgemeldet, wodurch die Nutzer zu jedem Zeitpunkt über den „Zustand“ ihres Gehirnes informiert sind. Seit Anfang der 1990er Jahre prägte sich für diese Technologie der Begriff „Gehirn-Computer Schnittstelle“ (englisch: Brain-Computer Interface, kurz BCI) ein.

### Emotionales Neuro-Enhancement
Das große Interesse am emotionalen Enhancement wird dem gesellschaftlich und wissenschaftlich unumstrittenen Faktum zugeschrieben, dass Menschen generell glücklich sein wollen. Mitte des 20. Jahrhunderts wurden erstmals Psychopharmaka gegen Stress, Angst und Stimmungstiefs entwickelt, woraufhin viele Menschen ihre Hoffnungen auf unterschiedliche Tranquilizer wie Meprobamat (Miltown), Diazepam (Valium) oder Benzodiazepine (Mother’s Little Helper) setzten. Die tatsächliche bioethische Debatte über emotionales Enhancement begann aber erst in den 1990er Jahren mit der Markteinführung einer neuen Klasse von Antidepressiva, die wesentlich geringere Nebenwirkungen aufwiesen.

## Verbreitung
Vielen Medienberichten, aber auch einschlägigen Fachpublikationen zufolge ist Neuro-Enhancement weit verbreitet und/oder nimmt die Verbreitung zu. Dies ist jedoch in den letzten Jahren häufig als Fehler identifiziert und kritisiert worden. Boris Quednow sprach daher auch von einer Phantomdebatte, Jayne Lucke und Kollegen von einer Neuro-Enhancement-Blase. Dass die Thesen zur Verbreitung auf einer falschen Interpretation von Untersuchungen nordamerikanischer Studierender beruhen und sich diese auch in den deutschen Medien fortgesetzt hat, beschrieb Stephan Schleim ausführlich.
Die Meta-Analyse von Steve Sussmann und Kollegen hat ergeben, dass an Stelle der häufig genannten 16 % oder gar 25 % in den USA eher 4 % (Jahresprävalenz) älterer Teenager und junger Erwachsener zu pharmakologischen Studierhilfen greifen. Die neuere Meta-Analyse von Elizabeth Smith und Martha Farah diskutiert 14 Untersuchungen zur Verbreitung, die im Mittelwert zwischen 0,3 und bis 35,3 % schwanken. Dabei ist jedoch auffällig, dass die größeren, repräsentativ angelegten Befragungen mehrerer Tausend bis Zehntausend Menschen ausnahmslos eine Prävalenz im einstelligen Prozentbereich berichten. Kleinere, nicht-repräsentative Befragungen berichten hingegen manchmal Zahlen jenseits der zehn Prozent. Dabei ist jedoch zu beachten, dass die Studien teils sehr unterschiedliche Konstrukte untersuchten: Die meisten befragten ihre Teilnehmer nach nicht-medizinischem Konsum verschreibungspflichtiger Stimulanzien, der die Verwendung als Appetitzügler oder Partydroge ebenso einschließt wie die Verwendung als Studierhilfe im Sinne des Neuro-Enhancements. Ein frappierendes Beispiel für ein Missverständnis ist die Untersuchung von Babcock & Byrne aus dem Jahr 2000: Hierfür wurden nur 283 Studierende eines Colleges dazu befragt, ob sie mindestens einmal im Leben Amphetamin, Kokain oder Methylphenidat (den Wirkstoff im Medikament Ritalin) zu Erholungszwecken (engl. recreational use) gebraucht hatten. Für Methylphenidat bejahten dies 16,6 % der Befragten. Dennoch wurde diese Zahl, die weder repräsentativ ist, noch sich überhaupt auf Neuro-Enhancement bezieht, häufig als Beleg für die These der hohen oder steigenden Verbreitung angeführt.
Mehrere Studien aus Deutschland stimmen darin überein, dass es sich beim Neuro-Enhancement noch um kein Massenphänomen handelt: Dem DAK-Gesundheitsreport 2009 mit dem Schwerpunktthema Doping am Arbeitsplatz zufolge verwenden ca. ein bis zwei Prozent der Erwerbstätigen im Alter von 20 bis 50 Jahren in Deutschland potente Wirkstoffe zur Steigerung der geistigen Leistungsfähigkeit oder Verbesserung der Stimmung ohne medizinische Notwendigkeit. Eine ähnlich geringe Prävalenz zeigt eine Studie unter Hochschullehrenden in Deutschland. Hier gaben 0,9 % der Befragten an bereits Enhancer genommen zu haben, die Einnahmebereitschaft lag mit über 10 % jedoch deutlich höher. Eine weitere Studie unter mehr als 6000 Erwerbstätigen in Deutschland ermittelte ebenso eine Einnahmebereitschaft bei 10,45 % der Befragten, während die Lebenszeitprävalenz mit 2,96 % deutlich geringer ausfiel. In der KOLIBRI-Studie des Robert Koch-Instituts wurden 2010 deutschlandweit Personen zum Konsum leistungsbeeinflussender Mittel in Alltag und Freizeit befragt. Insgesamt gaben 1,5 % an, in den vergangenen 12 Monaten einmal Medikamente oder illegale Mittel zum Neuroenhancement verwendet zu haben.
Daten der neueren ENHANCE-Studie zeigen jedoch anhand einer repräsentativen Stichprobe von mehr als 20.000 Erwachsenen in Deutschland, dass etwa 70 % der Befragten innerhalb eines Jahres Substanzen mit dem Ziel der Steigerung der geistigen Leistung genommen haben, ohne dass dies medizinisch notwendig war. Besonders verbreitet war der Konsum von koffeinhaltigen Getränke wie Kaffee und Energydrinks (64,2 %) – ausdrücklich mit dem Ziel einer Leistungssteigerung, gefolgt von Nahrungsergänzungs- und Hausmitteln wie Ginkgo biloba (31,4 %). Etwa 3,7 % gaben an, verschreibungspflichtige Medikamente einzunehmen (Lebenszeitprävalenz: 5,5 %) – dies entspricht etwa 2,5 Millionen Nutzenden (Lebenszeit: 3 Millionen) in Deutschland. Die Bereitschaft solche verschreibungspflichtigen Medikamente einzunehmen war jedoch deutlich höher. Zudem gaben 4,1 % der Befragten an, Cannabis eingenommen zu haben, was daran liegen kann, dass sie Stress abbauen wollen, um wieder leistungsfähig zu werden oder um ihre Kreativität anzuregen. Weiterer illegaler Substanzen, wie Kokain oder Amphetamin, waren im Zwölfmonatszeitraum eher selten (1,4 %).
Eine im Jahr 2010 durchgeführte Studie, die auf einer Zufallsstichprobe von Studierenden mehrerer deutscher Universitäten basiert, ergab, dass 1,2 % der knapp 5000 Befragten innerhalb von 30 Tagen verschreibungspflichtige Medikamente zur Steigerung der kognitiven Leistungsfähigkeit eingenommen haben, ohne dass dafür eine medizinische Notwendigkeit vorlag, etwa 2,3 % berichteten eine solche Nutzung innerhalb der letzten 6 Monate, 3,2 % innerhalb des letzten Jahres. Die in dieser Studie ermittelte Lebenszeitprävalenz beträgt 4,6 %. Von denjenigen, die solche Substanzen innerhalb der letzten 6 Monate nutzten, gaben 39,4 % an, dies einmal getan zu haben, 24,2 % zweimal, 12,1 % dreimal und 24,2 % mehr als dreimal. Es konnte gezeigt werden, dass Personen, die bereits Neuro-Enhancer in der Vergangenheit genutzt haben, in deutlich höherem Maße bereit sind, dies auch in Zukunft zu tun. Die nicht-repräsentative Untersuchung von Schülern in drei deutschen Städten sowie Studierender der Medizin, Pharmazie und Betriebswirtschaftslehre in Mainz von Andreas Franke und Kollegen ergab, dass 1,6 % der Schülern und 0,8 % der Studierenden mindestens einmal im Leben ein verschreibungspflichtiges Stimulans zum Zwecke des Neuro-Enhancements verwendet hatten. Für in Deutschland illegale Drogen betrug die Lebenszeitprävalenz 2,4 % beziehungsweise 2,9 %.
Im Jahr 2012 hat die HIS GmbH die Ergebnisse der repräsentativen Befragung ca. 8000 Studierender in Deutschland zu Verbreitung und Mustern von Hirndoping und Medikamentenmissbrauch veröffentlicht. Hier gaben 5 % den Konsum verschreibungspflichtiger Medikamente, Schmerzmittel, Beruhigungsmittel, Psychostimulanzien oder Aufputschmittel an. Jedoch konsumierte fast die Hälfte von ihnen diese Mittel nur selten, nur 17 % (oder 0,9 % der Gesamtstichprobe) taten dies regelmäßig.
Dem widerspricht jedoch eine neue Studie der Universität Mainz, die 2569 Studenten zu ihrem Gebrauch von leistungssteigernden Medikamenten befragte. Hier gaben 20 % der Befragten an, Arzneimittel oder illegale Drogen wie z. B. Amphetamine oder Kokain nur zum Zweck der geistigen Leistungssteigerung einzunehmen. Die Autoren vermuten, dass die verwendeten direkten Fragemethoden in bisherigen Studien zu einer Unterschätzung der Prävalenzzahlen führte. Allerdings könnte ein Großteil der hohen Prävalenz auch auf die Nutzer von Koffein-Tabletten zurückgehen.
Daraus folgt, dass es den besten verfügbaren Studienergebnissen zufolge in Nordamerika und Deutschland vermutlich nur eine kleine Gruppe Studierender gibt, die bereits Neuro-Enhancement betreiben. Insbesondere dann, wenn es um den regelmäßigen Konsum geht, liegen die Zahlen im unteren einstelligen Prozentbereich oder sogar noch unter 1 %. Neuro-Enhancement ist also weder ein Massenphänomen, noch ist es neu, denn schon lange vorher haben kleine Gruppen von Menschen mit den Möglichkeiten von Medikamenten und Drogen zur Leistungssteigerung experimentiert.

## Substanzgestützte Reconsolidation und Reprocessing
Psychoaktive Substanzen haben eine Auswirkung auf das menschliche Erleben, wobei eine affektive Befindlichkeit erzeugt wird, die der Wahrnehmung des Vorliegens oder der Erreichbarkeit von Lebensressourcen entspricht. Das affektive Erleben entspricht in vielen Fällen einem Vortäuschen des jeweiligen Zustandes, dennoch ist es für das Individuum real, und wirkt als ein Faktor, der dem Erstellen von neuen Lerninhalten dient.
Psychoaktive Substanzen wirken wie ein „Motor“ von vielen Lernprozessen, da eine Information leichter gelernt, erinnert oder auch verändert wird, wenn sie in Zusammenhang mit einer emotionalen Anregung auftritt (z. B. Kokain wirkt direkt auf die dopaminerge Signaltransmission und ist deshalb in der Lage, sehr schnell starke Assoziationen herzustellen). Dieses Wissen um die stimulierenden Eigenschaften von den psychoaktiven Substanzen auf Lernprozesse ist hilfreich, wenn es darum geht, den Einsatz dieser Substanzen im Rahmen von substanzgestützter Psychotherapie zu verstehen.
Auch im erwachsenen Gehirn, v. a. im Hippocampus, wachsen neue Nervenzellen nach (Neurogenese), was anscheinend notwendig für die Speicherung neuer Informationen ist. In diesem Zusammenhang scheinen einige psychoaktive Substanzen, wie z. B. Psilocybin, Ketamin und die SSRI-Antidepressiva einen positiven Effekt auf die hippocampale Neurogenese zu haben.
Dass eine Substanz Gehirnprozesse bremst oder in sonstiger Weise abändert, kann auch Vorteilhaft sein. Z. B. im Tierversuch führte eine einmalige Gabe von MDMA vor dem Erlernen von fear extinction zu einer signifikant erhöhten, dauerhaften und sogar auch generalisierten Abnahme von konditionierten Furchtreflexen. MDMA hat nämlich eine gewisse funktionelle Toxizität, die einer Verlangsamung und Behinderung des Arbeitsgedächtnisses verursacht. Vor dem therapeutischen Einsatz psychoaktiver Substanzen steht aber die zellulärorganische Toxizität mancher dieser Substanzen bei der Abwägung von Vorteilen und Risiken ihrer Anwendung im Vordergrund.
Die Wirksamkeit vieler psychoaktiver Substanzen auf elementare Lernprozesse wurde aber immer noch im Tiermodell nur unvollständig erforscht. Einige Substanzen wurden bereits auf ihre Eigenschaften hin pharmakologisch getestet, die eine Wirkung auf Reconsolidation und Reprocessing zeigen. Dennoch sind diese pharmakologischen Ansätze insgesamt, so vielversprechend sie auch erscheinen mögen, derzeit noch weit von der klinischen Anwendung entfernt.

## Wirksamkeit und ethische Diskussion
Ob sich die Stimmung oder die geistige Leistungsfähigkeit gesunder Menschen durch die Einnahme von (teils verschreibungspflichtigen) Medikamenten oder anderer Substanzen zukünftig langfristig und ohne größeres Risiko steigern lässt, ist nach wie vor offen.
Dimitris Repantis und Kollegen haben dies vor kurzem sowohl für Antidepressiva als auch für Modafinil und Methylphenidat untersucht. Dabei fanden sie heraus, dass es weder hinreichende Belege für positive gefühls- oder leistungssteigernde Effekte durch die Einnahme von Antidepressiva noch von Methylphenidat gab. Für Modafinil fanden sie einen positiven Effekt auf die Aufmerksamkeit sowie dem Entgegenwirken der Folgen von Schlafentzug. Es gibt nur geringe Evidenz dafür, dass Amphetamine kognitive Fähigkeiten steigern, da viele entsprechende Studien keinen signifikanten Effekt zeigen konnten.
Ob diese Konsumenten sich dadurch einen unfairen Vorteil verschaffen und indirekt andere Menschen nötigen, diese Präparate ebenfalls einzunehmen, um nicht abgehängt zu werden, ist Gegenstand der ethischen Diskussion. Auch wird stark diskutiert, ob die Teils extremen Nebenwirkungen in einem akzeptablen Verhältnis zum Nutzen dieser Substanzen stehen. Eine Studie unter Studierenden und Lehrenden zeigt, dass sowohl Nebenwirkungen als auch erwartete Vorteile bei Einnahmeentscheidungen relevant sind. Starke Nebenwirkungen schrecken potentielle Nutzer von einer Einnahme ab, während ein erwarteter Leistungsanstieg die Einnahmebereitschaft erhöht. Allerdings spielt die moralische Bewertung (wozu auch Fairnessbewertungen zählen) solcher Substanzen eine wesentliche Rolle für die Einnahme. Moralische Bedenken verringern die Einnahmebereitschaft deutlich.
Um die ethische Diskussion um die Neuro-Enhancer stärker in das öffentliche Bewusstsein zu rücken, haben sieben Forscher ein Memorandum zum Neuro-Enhancement veröffentlicht. In diesem Memorandum befürworten die Autoren eine vorurteilslose und offene Diskussion.
Auch diejenigen, die Neuro-Enhancement befürworten, behaupten nicht, dass sich aktuell auf dem Markt befindliche Präparate zu diesem Zweck eignen, sondern gehen davon aus, dass in Zukunft wirksame Präparate des Enhancement zur Verfügung stehen könnten. Die Kontroversen um Human Enhancement sind weniger auf existierende Enhancement-Technologien gerichtet als auf hypothetische Möglichkeiten der Zukunft.

## Audio
- Über Risiken und Nebenwirkungen der Gehirnoptimierung Zehn Milligramm Arbeitswut, 41:47 Minuten Audio, von Agnes Steinbauer Deutschlandfunk 18. Juli 2023